# 泰州 (北魏)
泰州，中国南北朝时设置的州。
北魏延和元年（432年）置，治蒲坂县（今山西永济市西南蒲州镇）。辖境相当今山西省万荣、临猗、永济等县市地。太和中省。东魏天平初复置。北周明帝二年（558年）改为蒲州。